# Медобір
Медобір — збірка поезій Володимира Свідзинського, яку поет намагався підготувати протягом останніх років свого життя. Перше видання збірки вийшло на еміграції в 1975 році; повністю реконструйований «Медобір» зусиллями літературознавиці Елеонори Соловей побачив світ у 2004 році у двотомнику вибраних творів поета.

## Контекст постання твору
Після публікації свої другої збірки «Вересень» (1927) в офіційній радянській критиці за Свідзинським закріпився образ поета-декадента, що не відповідає революційному духові епохи. Водночас у вузькому колі провідних українських письменників його вірші цінували дуже високо.
За таких умов Свідзинський немов би поринає у «внутрішню еміграцію», працюючи редактором і паралельно пишучи вірші в стіл. Саме в таких умовах і постали вірші «Медобору», переважна більшість яких датовані 1928—1936 роками.

## Історія публікації збірки
Першою спробою опублікувати «Медобір» можна вважати останню прижиттєву збірку Свідзинського «Поезії» (1940). Водночас, як свідчить Елеонора Соловей, «Поезії» не відображали волі автора і зазнали як редакторської, так і авторської цензури.
Другою спробою публікації «Медобору» став вихід однойменної книжки в 1975 році у видавництві «Сучасність» за редакції Богдана Кравціва. Вона стала можливою завдяки тому, що один із ранніх рукописів «Медобору», до якого увійшло 96 віршів, під час Другої світової війни вивіз на еміграцію Олекса Веретенченко. Станом на сьогодні оригінал цього рукопису не зберігся.

Водночас паралельно із рукописом Веретенченка в підрадянській Україні зберігалася ще ціла низка інших варіантів «Медобору». Зокрема, зошити із чернетковою версією збірки збереглися у його доньки Мирослави, і наприкінці 1960-х років, під час відлиги окремі вірші з них опублікували в літературній періодиці. Тоді ж, за свідченнями Елеонори Соловей, група Харківських письменників готували до друку збірку вибраних віршів Свідзинського «Нерозлюблена краса», частина з яких мала бути передрукована із зошитів Мирослави Свідзинської. Однак до публікації її не допустили, хоча пізніше, у 1986 році, коли у серії «Бібліотека поета» вийшла книга вибраних віршів Свідзинського, до неї увійшло 15 віршів із зошитів доньки поета, передрукованих з машинопису «Нерозлюбленої краси». А чернетковий рукопис «Медобору», з якого друкували ці вірші, в 1990-х роках опинився у Чернігівському літературному музеї.
І нарешті вже за часів незалежності у 2001 році в фондах бібліотеки Вернадського було виявлено зошит із чистовими автографами «Медобору», у який увійшло 134 вірші. Як показав текстологічний аналіз, вона є хронологічно пізнішою за чернеткову версію збірки, а фінальні версії її віршів майже повністю збігаються з рукописом Веретенченка. Також у Харківському літературному музеї нині перебувають ще дві машинописні версії «Медобору», також майже ідентичні до рукопису Веретенченка. У одну з них Свідзинський дописав декілька віршів від руки.
Зрештою, публікуючи у 2004 році найповнішу реконструкцію збірки «Медобір», до якої увійшло 149 віршів, Елеонора Соловей зауважує:
|  | Варто зважати на те, що автор не завершив укладання «Медобору»; реконструкція дає радше сумарне уявлення про цей процес, аніж його остаточний результат. Обсягом реконструйована збірка перевершує обсяг кожного із джерел: до неї входять усі поезії, наявні бодай в одному з них. Тобто реконструкція становить собою якнайповніший гіпотетичний корпус головної збірки поета |

## Сприйняття пізньої поезії Свідзинського
Через те, що повне реконструйоване видання «Медобору» побачило світ через десятиліття після смерті автора, значна частина критиків аналізувала його не як цілісний твір, а як частину корпусу текстів Володимира Свідзинського.
А втім, найзначніша увага зазвичай була прикута саме до поезій, що увійшли до збірки. Наприклад, Василь Стус у своєму есеї «Зникоме розцвітання», присвяченому Свідзинському, цитує 15 віршів поета, більшість з яких за книжкою «Поезії». З них 10 належать до реконструйованої версії збірки «Медобір», один до збірки «Вересень», а ще чотири були написані вже після того, як сформувався корпус «Медобору».
Даючи характеристику поезії Свідзинського, Стус особливо акцентує на її асоціальності, в якій він бачить спробу Свідзинського врятуватися в задушливій атмосфері репресій 1930-х.
Крім того, Стус наголошує, що в поезії Свідзинського час ніби зупиняється для того, щоб повернути буденності «красу первісності». І саме завдяки тому, що світ у поезії автора маліє, в ній «людині повертається найточніший смисл її існування». Звичайно, що в такому разі у поетичному світі Свідзинського маліє і роль людини, але натомість збільшується роль природи, з якою людина може з'єднатися.
Зрештою, Стус навіть доходить до думки, що поезія Свідзинського передбачає, що етика можлива лише в «долюдському світі»; відповідно, своєрідним центром його поетичного світу стає «любов до світу», що означає «піддатися владі позалюдської гармонії природніх стихій». Лише так з позиції Свідзинського, на думку Стуса, світ перестає бути ураженим; і в такому разі, щоб побачити цю первісну гармонію світу, людина мусить «втратити щодо нього будь-який практичний інтерес».
Саме тому в поетичному доробку автора багато песимізму та навіть жорстокості,  яка походить від того, що існування людини на Землі марне. З огляду на це, Стус називає світ Свідзинського «поганським», оскільки він однаково прекрасний і у своїй живучості, і у своїй смертності. Водночас людина в ньому, на думку критика, є носієм християнської впокореності, і саме завдяки їй може досягти просвітлення і відкрити красу первісного світу.